# あかんたれのすけ
あかんたれのすけは、大阪府の地域キャラクターの一つ。頭からラーメンどんぶりをかぶっている。 

## 概要
2009年4月、漫画編集プロダクションのプロデューサーである、ないすがわないすにより創作、P-1（プライズ-1）グランプリにて発表された。同時に「あかんたれのすけ」で商標取得。 
ないすがわないすが、大阪で活動するアート集団「A-yan!!　関西をアートで盛り上げるNPO」の代表　田中やんぶと2009年当時の活動拠点であった、大阪市阿倍野区寺田町を訪れたことをきっかけに創作された。 
デザインとしては、あかんたれのすけはラーメンドンブリにいつの間にか棲みついた何かとなっている。また大阪発のキャラクターであるのにもかかわらず、なぜ「うどん」ではく「ラーメン」なのかいう指摘もあるが、そこがまた「あかんたれ」と言われる所以であるという。 

## あかんたれのすけの仲間

### うさんくさのすけ
顔に斜めの傷と口ひげ、リーゼント風の髪にカンカン帽が特徴の、いかにも胡散臭そうなキャラクター。
ダブルのスーツを着込んでいるが、目つきはあかんたれのすけにそっくり。
名字は「うさん」、名は「くさのすけ」。

### ほ　かすのすけ
ろうそくに棲みついた「なにか」。
ろうが垂れ下がったような襟のついた服を着て、ツルツル頭に鉢巻きを巻き、そこに2本ろうそくを立てている。
名字は「ほ」、名は「かすのすけ」。